# Санкт-Вольфганг-ім-Зальцкаммергут
Санкт-Вольфганг-ім-Зальцкаммергут (нім. St. Wolfgang im Salzkammergut) — ярмаркова громада в центрі Австрії, у регіоні Зальцкаммергут в землі Верхня Австрія. Назване на честь святого Вольфганга Регенсбурзького .

## Географія

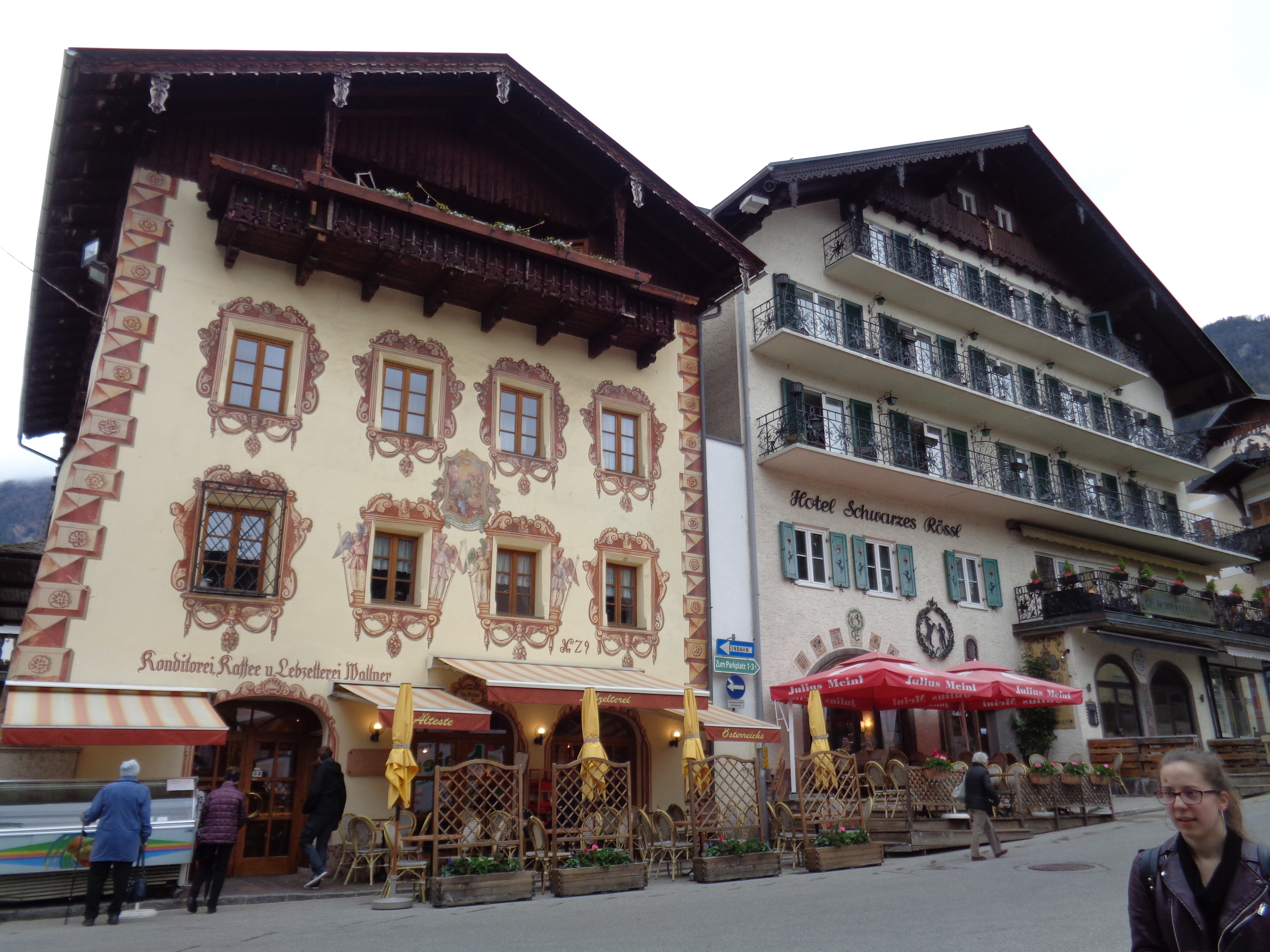
Будівлі в центрі міста

Місто розташоване в центральній частині Австрії на північному узбережжі озера Вольфгангзее неподалік від міст Штробль і Сент -Гілген (обидва належать до землі Зальцбург). Воно лежить біля підніжжя гори Шафберг.

## Історія
Святий Вольфганг збудував першу церкву на березі озера Вольфгангзее перед тим, як у 976 році він перейшов у сусіднє абатство Мондзее. За легендою, він кинув сокиру з гори, щоб знайти це місце, і навіть переконав Сатану зробити внесок у будівництво, пообіцявши йому душу першої живої істоти, яка увійде до церкви. Однак Сатана був розчарований, оскільки першою істотою, яка перейшла поріг церкви, був вовк.
Після канонізації Вольфганга у 1052 році церква стала місцем паломництва, про що вперше згадується 1183 року папою Луцієм III. У 1481 році в церкві встановлено поліптих роботи Пахера.
Під час Другої світової війни тут знаходився підтабір концтабору Дахау.